# Murguța
Murguța – wieś w Rumunii, w okręgu Botoszany, w gminie Dobârceni. W 2011 roku liczyła 496 mieszkańców.